# I stan utan min bil
I stan utan min bil är en EU-ledd kampanj som pågår i flera länder om hösten (norra halvklotet) varje år. Kampanjen har spritts bortom EU, och 2007 deltog över 2 000 städer i 35 länder. 2008 deltog 2 102 kommuner i 39 länder
Syftet med kampanjen är att förändra människors resande, till förmån för ökad användning av andra transportsätt än bilen. Initiativet togs i Frankrike 1998. På engelska kallas kampanjen In Town without My Car (ITWMC). Kampanjens titel speglar en vardaglig plats, men en i situation som många i dag har svårt att tänka sig, bland annat boende i ytterområden eller utanför närmaste stad eller tätort. Med kampanjen vill man väcka tankar och skapa debatt om miljöförstöring.

### Fotnoter
1. ↑  ”What is In Town, Without My Car?”. UK Department for Transport. 6 mars 2002 (senast uppdaterad 5 December 2006). Arkiverad från originalet den 3 december 2009. https://web.archive.org/web/20091203125447/http://www.dft.gov.uk/pgr/sustainable/awareness/itwmc/whatisintownwithoutmycar.
2. ↑   (9 September 2009). ”European Mobility Week 2009 - "Improving City Climates"” (PDF 303KiB). Pressmeddelande.